# Santorcaz
Santorcaz ist ein Ort und eine zentralspanische Landgemeinde (municipio) mit 999 Einwohnern (Stand: 2024) im Osten der Autonomen Gemeinschaft Madrid im Übergang zur Autonomen Region Kastilien-La Mancha. Die Gemeinde gehört zur Kulturlandschaft der Alcarria.

## Lage und Klima
Der ca. 880 m hoch gelegene Ort Santorcaz liegt im Iberischen Hochland (meseta) südöstlich des Kastilischen Scheidegebirges. Die spanische Hauptstadt Madrid befindet sich knapp 40 km westsüdwestlich.
Das Klima im Winter ist gemäßigt, im Sommer dagegen warm bis heiß.

## Bevölkerungsentwicklung
| Jahr      | 1970 | 1981 | 1991 | 2001 | 2011 | 2021 |
| Einwohner | 557  | 657  | 534  | 583  | 827  | 925  |

Der im Osten der Region Madrid gelegene Ort hat – anders als viele Orte in der Umgebung – seinen Charakter als Landgemeinde mit stabiler Bevölkerung noch weitgehend behalten.

## Wirtschaft
Santorcaz war jahrhundertelang landwirtschaftlich geprägt; die Menschen lebten weitgehend als Selbstversorger von den Erträgen der umliegenden Felder und Hausgärten.

## Sehenswürdigkeiten
- Reste eines keltischen Oppidums (El Llano de la horca)
- Torquatuskirche (Iglesia de San Torcuato) aus dem 15. Jahrhundert
- Einsiedelei San Roque
- Einsiedelei Rocío
- Einsiedelei La Concepción
- Reste der Burganlage Torremocha (Castillo de Torremocha) aus dem 13./14. Jahrhundert

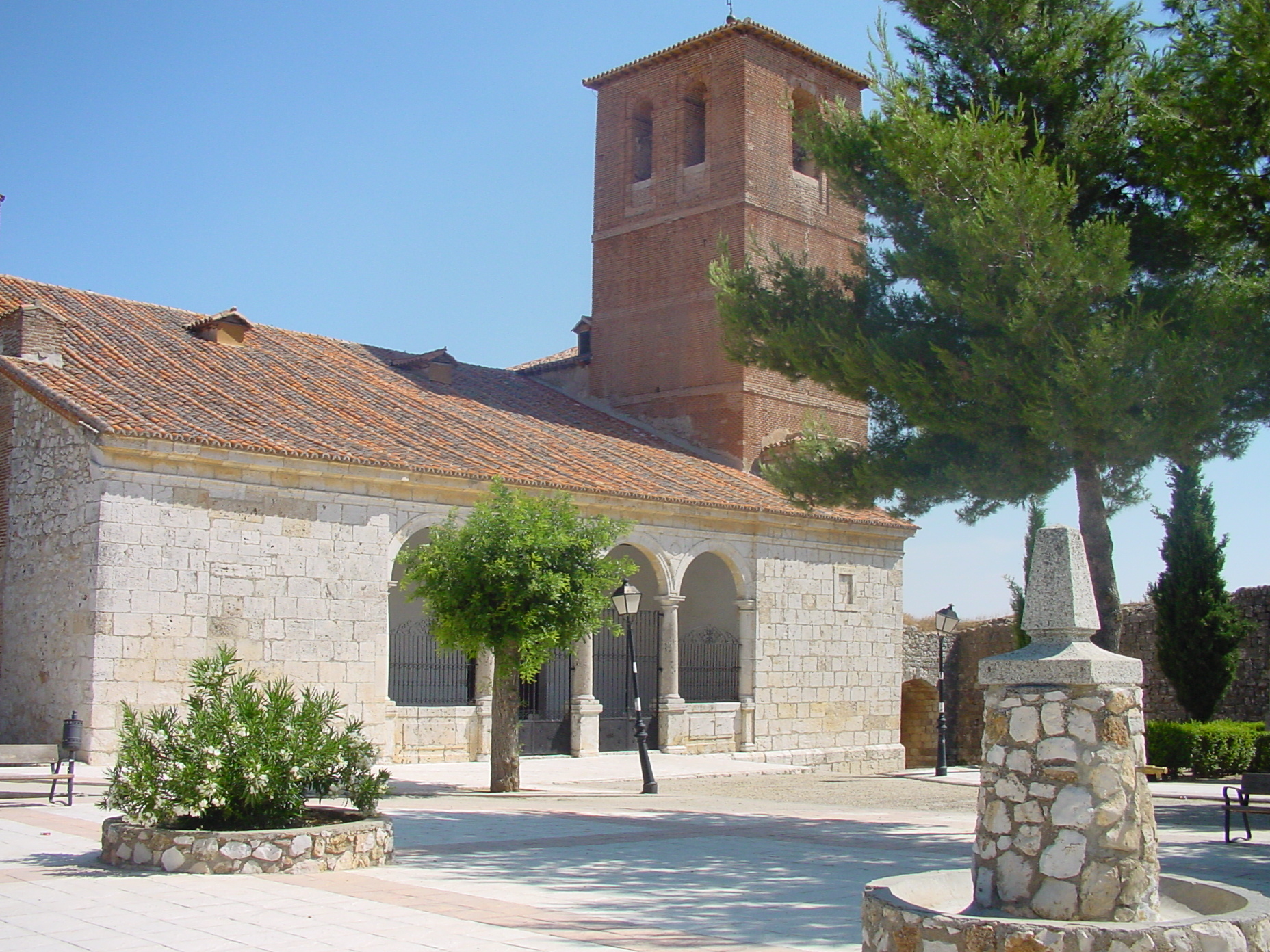
Torquatuskirche
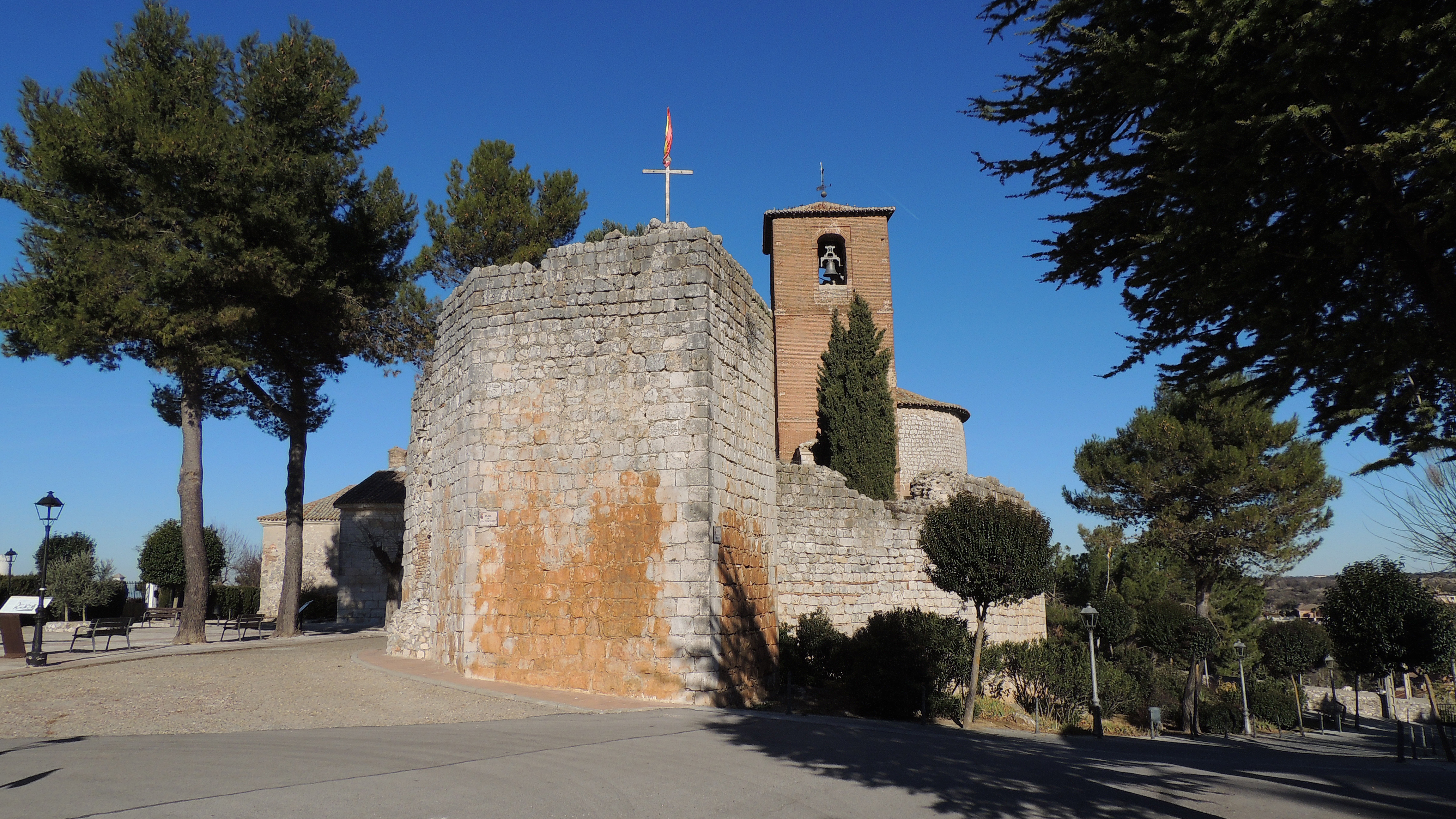
Reste der Burganlage

## Persönlichkeiten
- Juan de Arellano (1614–1676), Maler (Barock)